# Musa Bin Shamsher
Musa Bin Shamsher (* 15. Oktober 1945) ist ein Unternehmer aus Bangladesch.

## Leben
Shamsher ist als Unternehmer in Bangladesch tätig. Er ist Vorstandsvorsitzender des britischen Unternehmens DATCO-BD, die Arbeitskräfte von Bangladesch in die Golfstaaten vermittelt.
1997 lehnte die britische Labour Party eine Spende von 5 Millionen Pfund von Shamsher ab.